# ダヴィド・ラウム
ダヴィド・ラウム（David Raum、1998年4月22日 - ）は、ドイツ・ニュルンベルク出身のサッカー選手。ブンデスリーガ・RBライプツィヒ所属。ドイツ代表。ポジションはDF。

## クラブ経歴

### グロイター・フュルト
ニュルンベルクに生まれ、ラウムが4歳の時にローカルクラブのトゥスポ・ニュルンベルクでサッカーを始めた。2006年、当時8歳だったラウムはニュルンベルク近くのフュルトに拠点を置くSpVggグロイター・フュルトのユースチームからスカウトされ、以降プロデビューまでを同クラブで過ごした。
2016-17シーズン、U-19チームに所属していたラウムはトップチームから招集を受け、2016-17シーズンの2.ブンデスリーガで5試合に出場。当時はフォワード登録の選手であった。また、翌シーズンのDFBポカールでは予選ラウンドにてプロ初ゴールを挙げたが、最終トーナメントを前にしてFCインゴルシュタット04に敗れた。この2017-18シーズンはリーグ戦20試合出場を果たした。元々複数のポジションをこなせるフォワードであったが、2019-20シーズンに攻撃的な左サイドバックへとコンバートされ才能が開花。2020-21シーズンには34試合に出場してクラブのブンデスリーガ昇格に貢献。ラウムは契約満了でクラブを退団した。

### ホッフェンハイム
2021年7月13日、TSG 1899ホッフェンハイムと4年契約を交わした。2021-22シーズンは、リーグ戦32試合で3得点13アシストを記録したが、チームはリーグ戦9位に終わったため、ヨーロッパの舞台には届かなかった。

### ライプツィヒ
2022年7月31日、彼はブンデスリーガのクラブRBライプツィヒに2027年までの5年契約で加入した。2023年9月16日、彼はアウクスブルク戦で3-0の勝利を収めた試合で、クラブでの初ゴールを決めた。1か月後の10月25日、彼はレッドスター・ベオグラード戦で3-1の勝利に貢献し、自身初のチャンピオンズリーグゴールを記録した。

## 代表経歴
ドイツのU-19とU-20代表で通算11試合に出場した。2020年9月17日、U-21ウェールズ代表との親善試合に出場した後、U-21ドイツ代表の監督であるシュテファン・クンツからUEFA U-21欧州選手権2021登録メンバーに選出された。本大会ではグループステージから1-0で勝利した決勝のU-21ポルトガル代表戦全てに先発出場し、U-21ドイツ代表の大会制覇に貢献した。
2021年9月5日、アルメニア代表との2022 FIFAワールドカップ・予選にてドイツフル代表デビューを飾った。

## 代表歴

### 出場大会
- フランス代表
  - 2022 FIFAワールドカップ
  - UEFA EURO 2024

### 試合数
- 国際Aマッチ 19試合 0得点（2021年-）[11]

2024年1月10日現在
| ドイツ代表 | 国際Aマッチ | 国際Aマッチ |
| 年         | 出場        | 得点        |
| ---------- | ----------- | ----------- |
| 2021       | 3           | 0           |
| 2022       | 12          | 0           |
| 2023       | 4           | 0           |
| 2024       |             |             |
| 通算       | 19          | 0           |

## タイトル

### クラブ
RBライプツィヒ
- DFBポカール: 2022-23
- DFLスーパーカップ: 2023

### 代表
U-21ドイツ代表
- UEFA U-21欧州選手権: 2021